# Сабельников, Леонид Владимирович
Леонид Владимирович Сабельников (род. 10 октября 1929, Москва) — советский и российский экономист, доктор экономических наук (1975), профессор, заслуженный деятель науки Российской Федерации.

## Биография
Родился в семье сотрудника Госплана СССР, экономиста Владимира Иосифовича Каца и искусствоведа Софьи Петровны Сабельниковой. Племянник доктора экономических наук А. И. Каца.
Кандидат экономических наук («Германский капитал в Австрии как орудие империалистической экспансии», 1956). Диссертацию доктора экономических наук по теме «Империалистическое государство в современной борьбе монополий за внешние рынки» защитил в 1975 году.
Заведующий отделом международной торговли и многостороннего экономического сотрудничества Всероссийского научно-исследовательского конъюнктурного института, главный научный сотрудник Центра фундаментальных научных исследований Всероссийской академии внешней торговли. Автор и соавтор ряда публикаций, в том числе учебников,
по международной торговой политике и глобализации мирового хозяйства.

## Семья
- Жена — Елена Андреевна Свердлова (дочь А. Я. Свердлова).
  - Дочь — Татьяна Леонидовна Кац (род. 1969). Во втором браке была замужем за одним из внуков  Семёна Будённого.

## Публикации
- Швейцария: Экономика и внешняя торговля. М.: Внешторгиздат, 1962. — 183 с.
- Государственно-монополистические средства торговой войны. М.: Международные отношения, 1973. — 215 с.
- Война без перемирия: Формы и методы экономическое агрессии. М.: Мысль, 1983. — 255 с.